# 异地高考
异地高考是2011年在中华人民共和国开始出台和逐步落实的教育政策和方案，政策出台的主要原因是户籍问题和教育资源分配不公，2012年，异地高考正式在全中国推行。

## 背景
由于中国各省份地区之间发展不平衡，部分地区如北京市、上海市等教育资源得天独厚，北京清华大学在北京市的招生数是苏、皖、鄂、川四省招生数的总和，而此四省是北京市人口的20倍；2011年，北京大学录取率，按万分比比较：安徽省为1.27，广东省为1.4，贵州省为1.48，河南为1.87，而北京高达52.5。2012年，各地高考人数，安徽省50.6万，江苏省47.4万，湖北省46.2万，河南省82.5万，北京市7.3万，而招生人数北京市619人，河南省108人，安徽省45人，江苏省60人。
由于教育不公、户籍歧视和大学属地化，导致中国出现一个特殊的群体“高考移民”，特点是“西进、南下、东闯”，因为中国西部、东部、南部高考录取占有绝对优势，移民地以河南省、湖南省、湖北省、江西省、安徽省外移者最多。

## 沿革
2011年3月，十一届全国人大四次会议上，中华人民共和国教育部部长袁贵仁说，“教育部目前正在和上海、北京研究，逐步推进异地高考”。
2012年3月下旬，十一届全国政协五次会议上，袁贵仁指出，“异地高考改革方案将在10个月内出台”。
2012年7月，中华人民共和国国务院同意异地高考方案。
2012年8月31日，中华人民共和国国务院办公厅发布文件，要求各地在2012年年底前出台异地高考具体办法。

## 争议
异地高考政策出台后，教育资源分配成为焦点，在京、沪外籍和其他各省人大多对政策表示肯定和支持，但是此政策招来大部分北京人和上海人的抗议。
2012年9月，河南省新蔡人程帅帅曾赠送“北京人大学”牌匾给北京大学，抗议教育不公、户籍歧视和大学属地化，但遭到当局抓捕，一度关押在海淀区派出所8小时。
2012年10月18日，20多名北京人到北京市教育委员会抗议异地高考政策，他们拿出材料，指出外籍人的缺点和毛病：外籍孩子素质极差，打架斗殴带坏了本地小孩；外籍人占用了过多的本地教育资源；外籍人严重影响了本地居民的正当权益等等。
2014年7月30日，在《关于进一步推进户籍制度改革的意见》发布会中，教育部副部长刘利民表示教育部将会同相关部门，从规划、经费、分类指导、加强管理四个方面积极推动随迁子女在流入地接受教育并且参加升学考试。
据其介绍，到2014年7月30日为止，有27个省份明确了随迁子女在当地参加中考的政策，有30个省份明确了随迁子女在当地参加高考的政策。2014年有28个省市开始解决随迁子女在当地参加高考的问题，就是大家所说的“异地高考”问题。2014年有5.6万名符合条件的随迁子女办理了高考的报名手续。